# Липпус, Эндель Аугустович
Эндель Аугустович Липпус (эст. Endel Lippus; 3 декабря 1926 — 30 сентября 2008) — эстонский скрипач и музыкальный педагог.

## Биография
Окончил Таллинскую консерваторию (1951), в 1961—2006 гг. преподавал там же, в 1977—1983 гг. заведующий кафедрой, в 1983—1991 гг. проректор. В 1991—1993 гг. президент Эстонской ассоциации педагогов-струнников. Среди учеников Липпуса, в частности, Андрес Мустонен.
Как исполнитель участвовал (вторая скрипка) в струнном квартете под руководством Владимира Алумяэ, оставившем ряд записей (преимущественно — произведения современных композиторов Эстонии).